# Hamada Nampiandraza
Hamada Nampiandraza (8 de julio de 1984, Ambatoboeny, Mahajanga, Madagascar) es un árbitro de fútbol malgache. Es considerado como el mejor árbitro de su país y uno de los mejores del continente africano.

## Trayectoria

### Inicios en el arbitraje
A la edad de 18 años Nampiandraza obtuvo la licencia de arbitraje en su país. En el año 2007 fue seleccionado por el Comité Organizador de los Juegos de las Islas del Océano Índico para integrar el grupo de árbitros jóvenes menores de 24 años que dirigirían en el torneo de fútbol de ese evento multideportivo que cada cuatro años reúne a las islas del Océano Índico en competencias de distintas disciplinas deportivas, Nampiandraza fue el único árbitro malgache seleccionado para la edición de esos juegos realizados en Madagascar. Cuatro años después repitió la experiencia en los juegos de Seychelles 2011.

### Como árbitro internacional
A partir del año 2010 Nampiandraza es aceptado como árbitro FIFA y desde entonces ha dirigido en distintos torneos internacionales de clubes y selecciones de la Confederación Africana de Fútbol (CAF) y en las eliminatorias africanas para las Copa Mundiales de fútbol de 2014 y 2018.